# Phân phối của cải

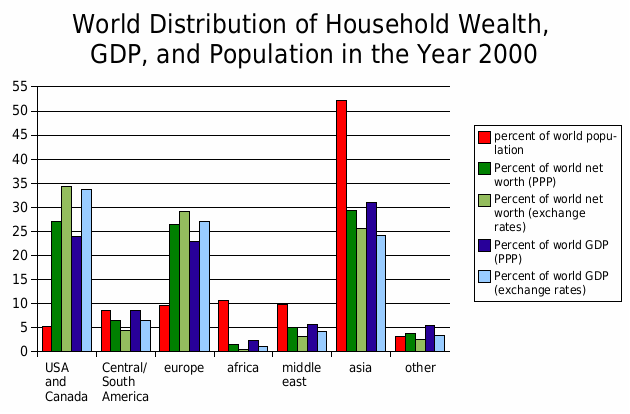
Phân phối của cải thế giới, GDP và dân số theo khu vực trong năm 2000. Được tạo bằng openoffice.org Calc. Dữ liệu thu được từ báo cáo của UNU-WIDER về phân phối tài sản hộ gia đình trên toàn thế giới: Thông cáo báo chí. Thế giới phân phối của cải hộ gia đình. Ngày 5 tháng 12 năm 2006. Tác giả James B. Davies, Susanna Sandstrom, Anthony Shorrocks và Edward N. Wolff. Các bảng trong báo cáo năm 2006 trong Excel (bao gồm các hệ số Gini cho 229 quốc gia). UNU-WIDER.

Phân phối của cải là sự so sánh sự giàu có của các thành viên hoặc nhóm khác nhau trong một xã hội. Nó cho thấy một khía cạnh của bất bình đẳng kinh tế hoặc sự không đồng nhất về kinh tế.
Sự phân phối của cải khác với phân phối thu nhập ở chỗ nó nhìn vào sự phân phối kinh tế của quyền sở hữu tài sản trong một xã hội, chứ không phải là thu nhập hiện tại của các thành viên trong xã hội đó. Theo Hiệp hội Nghiên cứu Thu nhập và Giàu có Quốc tế, "sự phân phối của cải trên thế giới bất đồng đều hơn nhiều so với phân phối thu nhập".
Để biết thứ hạng liên quan đến sự giàu có, hãy xem danh sách các quốc gia theo bình đẳng giàu có hoặc danh sách các quốc gia theo mức độ giàu có trên mỗi người trưởng thành.

### Wealth surveys
Many countries have national wealth surveys, for example:
- The British Wealth and Assets Survey
- The Italian Survey on Household Income and Wealth
- The euro area Household Finance and Consumption Survey
- The US Survey of Consumer Finances
- The Canadian Survey of Financial Security
- The German Armuts- und Reichtumsbericht der Bundesregierung

### Additional data, charts, and graphs
- Wealth, Income, and Power by G. William Domhoff
- PowerPoint presentation: Inequalities of Development – Lorenz curve và Gini coefficient
- The World Distribution of Household Wealth [1]
- Article on The World Distribution of Household Wealth report.
- The Federal Reserve Board – Survey of Consumer Finances
- Survey of Consumer Finances 1998–2004 charts – pdf
- Survey of Consumer Finances 1998–2004 data
and resulting Gini indices for mean incomes: 1989: 51.1 Lưu trữ ngày 23 tháng 4 năm 2021 tại Wayback Machine, 1992: 47.8 Lưu trữ ngày 23 tháng 4 năm 2021 tại Wayback Machine, 1995: 49.0 Lưu trữ ngày 23 tháng 4 năm 2021 tại Wayback Machine, 1998: 50.4 Lưu trữ ngày 23 tháng 4 năm 2021 tại Wayback Machine, 2001: 52.6 Lưu trữ ngày 23 tháng 4 năm 2021 tại Wayback Machine, 2004: 51.4 Lưu trữ ngày 23 tháng 4 năm 2021 tại Wayback Machine
- Changes in the Distribution of Wealth in the U.S., 1989–2001
- Report on Net Worth and Asset Ownership of Households
- Projections of the Number of Households in the U.S. 1995–2010
- The System of National Accounts (SNA): comparison of U.S. national accounts statistics with those of other countries
- World Trade Organization: Resources
- Champagne Glass infographic of global wealth distribution from Dalton Conley's You May Ask Yourself: An Introduction to Thinking Like a Sociologist textbook which was adapted from the 1992 UNDP original

Bản mẫu:Extreme wealth
1. ↑  The World Distribution of Household Wealth.  James B. Davies, Susanna Sandstrom, Anthony Shorrocks, and Edward N. Wolff.  ngày 5 tháng 12 năm 2006.
  - Launch of the WIDER study on The World Distribution of Household Wealth Lưu trữ ngày 16 tháng 7 năm 2010 tại Wayback Machine (includes press release, summary, and data)
  - Estimating the Level and Distribution of Global Household Wealth (copy of full report with a cover page added)
  - The World Distribution of Household Wealth (exact copy of report published at United Nations website)